# آن ويديكومب
آن نورين ويديكومب الحائزة على وسام القديس غريغوريوس الكبير (ولدت في 4 أكتوبر 1947) هي سياسية ومؤلفة وشخصية تلفزيونية بريطانية. كانت عضوًا في البرلمان (إم بّي) عن ميدستون وذا ويلد، ودائرة ميدستون الانتخابية السابقة، منذ عام 1987 حتى عام 2010، وهي عضو البرلمان الأوروبي (إم إي بّي) عن جنوب غرب إنجلترا منذ عام 2019 حتى عام 2020. كما أنها عضو في حزب المحافظين، وكانت عضوًا في حزب بريكست منذ عام 2019 حتى جرى تغيير اسمه إلى حزب الإصلاح في المملكة المتحدة في عام 2021.
ولدت ويديكومب في باث في مقاطعة سومرست، ودرست اللغة اللاتينية في جامعة برمنغهام، ثم درست الفلسفة والسياسة والاقتصاد في ليدي مارغريت هول بأكسفورد. وغيرت معتقدها من الأنجليكية إلى الرومانية الكاثوليكية، وكانت عضوًا في الزمالة المسيحية المحافظة. شغلت منصب وزيرة الدولة للتوظيف منذ عام 1994 حتى عام 1995 ووزيرة الدولة لشؤون السجون منذ عام 1995 حتى عام 1997. وعملت لاحقًا في حكومة الظل لويليام هيغ كوزيرة دولة الظل للصحة منذ عام 1998 حتى عام 1999 ووزيرة الظل الداخلية منذ عام 1999 حتى عام 2001. وجرى تعيينها في المجلس الخاص للمملكة في عام 1997.
تنحت ويديكومب من مجلس العموم في الانتخابات العامة عام 2010. ومنذ عام 2002 ظهرت في العديد من العروض التلفزيونية والإذاعية، بما في ذلك كمقدمة برامج تلفزيونية. وهي من الشكوكيين الأوروبيين البارزين، دعمت في عام 2016 حملة تصويت المغادرة لسحب المملكة المتحدة من الاتحاد الأوروبي. وعادت ويديكومب إلى السياسة كمرشحة رئيسية لحزب بريكست في جنوب غرب إنجلترا في انتخابات البرلمان الأوروبي لعام 2019، وفازت بالمقعد تماشيًا مع النتائج على المستوى الوطني، واستمرت حتى مغادرة البلاد للاتحاد الأوروبي في 31 يناير من عام 2020. وفي الانتخابات العامة في ديسمبر 2019 - كما هو الحال مع جميع المرشحين الآخرين لمجلس العموم الذين قدمهم حزب بريكست - لم تفز عن منطقة بليموث ساتون وديفونبورت، لكنها احتفظت بإيداعها واحتلت المركز الثالث.
من الناحية الأيديولوجية، تعرّف ويديكومب نفسها على أنها محافظة اجتماعية وتشدد على أهمية القيم التقليدية والمحافظة. وبصفتها عضوًا في مجلس العموم كانت معروفة بمعارضتها لتشريع الإجهاض، ومعارضتها للحقوق القانونية لمجتمع الميم مثل المساواة في سن القبول وإلغاء المادة 28، ودعمت الاحتفاظ بقوانين التجديف وإعادة تطبيق عقوبة الإعدام، وإن كان ذلك ينطبق على فئة أضيق من جرائم القتل مما جرى تطبيقه سابقًا. ولديها تاريخ في دعم القوانين الصارمة بشأن حماية الحيوان ومعارضة صيد الثعالب.

## حياتها المبكرة
وُلدت ويديكومب في باث في مقاطعة سومرست، وهي ابنة ريتا نورين (لقبها قبل الزواج بلامر؛ 1911-2007) والموظف المدني في وزارة الدفاع جيمس موراي ويديكومب. ولد جد ويديكومب لأمها، جيمس هنري بلامر، لعائلة كاثوليكية من أصل إنجليزي في كروسهافن في مقاطعة كورك، أيرلندا في عام 1874.
التحقت بالمدرسة البحرية الملكية في سنغافورة، ومدرسة دير لا سانت يونيون في باث. ثم درست اللغة اللاتينية في جامعة برمنغهام، ثم التحقت لاحقًا بليدي مارغريت هول بأكسفورد لتدرس الفلسفة والسياسة والاقتصاد. وفي عام 1971 شغلت منصب سكرتيرة اتحاد أكسفورد لفترة واحدة، وأصبحت أمين صندوقه لفترة واحدة في عام 1972؛ لكنها لم تصبح رئيسة قط. وأثناء دراستها في أكسفورد عاشت بجوار ماري آرتشر وإدوينا كوري وزوجة غيلز براندريث ميشيل براون. وعملت في شركة يونيليفر (1973–1975) ثم عملت كمديرة إدارية في جامعة لندن (1975–1987) قبل دخولها البرلمان.

## مهنتها السياسية
في عام 1974 كانت ويديكومب المساعدة الشخصية لمايكل أنكرام في الانتخابات العامة في فبراير وأكتوبر من ذلك العام. ومنذ عام 1976 حتى عام 1978 كانت ويديكومب مستشارًة في مجلس مقاطعة رونيميد في سّري.
تنافست على مقعد بورنلي في لانكشاير في الانتخابات العامة عام 1979 ثم ضد ديفيد أوين على مقعد بليموث ديفونبورت في الانتخابات العامة عام 1983. وفي عام 1983 كانت (جنبًا إلى جنب مع الليدي أولغا ميتلاند وفيرجينيا بوتوملي) مؤسسة مشاركة لمنظمة «نساء وعائلات من أجل الدفاع»، وهي مجموعة تأسست في معارضة مخيم السلام للنساء في غرينهام كومون المناهض للأسلحة النووية.
جرى انتخاب ويديكومب لأول مرة لمجلس العموم عن المحافظين في الانتخابات العامة لعام 1987 كعضو عن دائرة ميدستون (التي أصبحت ميدستون وذا ويلد في عام 1997).

### في الحكومة
انضمت ويديكومب إلى حكومة جون ميجر كوكيلة وزارة برلمانية للضمان الاجتماعي في عام 1990. وفي عام 1993 جرى نقلها إلى وزارة الدولة للتوظيف، ورُقيت إلى وزيرة دولة في العام التالي. وفي عام 1995 انضمت إلى وزارة الداخلية كوزيرة دولة لشؤون السجون وزارت كل سجن في المملكة المتحدة.

### حكومة الظل
بعد الهزيمة الساحقة لحزب المحافظين في الانتخابات العامة عام 1997، شغلت منصب وزيرة صحة الظل بين عامي 1998 و1999 ولاحقًا وزيرة داخلية الظل من عام 1999 حتى عام 2001 تحت قيادة ويليام هيغ.

### مسابقة القيادة وأعضاء المقاعد الخلفية
خلال انتخابات قيادة حزب المحافظين عام 2001، لم تجد ويديكومب الدعم الكافي بين أعضاء البرلمان المحافظين لترشيحها للقيادة. ودعمت في البداية مايكل أنكرام الذي خرج من الدور الأول، ثم كينيث كلارك الذي خسر في الجولة الأخيرة. ورفضت بعد ذلك العمل في حكومة الظل لإيان دنكن سميث (على الرغم من أنها أشارت في البرنامج التلفزيوني عندما قابل لويس قبل سباق القيادة أنها ترغب في التقاعد لتصبح من أعضاء المقاعد الخلفية على أي حال).
في انتخابات القيادة لعام 2005 دعمت في البداية كينيث كلارك مرة أخرى. وبمجرد هزيمته وجهت الدعم إلى ليام فوكس. وبعد استبعاد فوكس لاحقًا أخذت وقتًا للتفكير قبل إعلان دعم ديفيد ديفيس أخيرًا. وأبدت تحفظات على الفائز النهائي ديفيد كاميرون، وشعرت أنه لا يتمتع بسجل حافل مثل المرشحين الآخرين، وكانت فيما بعد شخصية بارزة في المعارضة البرلمانية لسياسته المرتكزة على القائمة إيه. وفي مؤتمر المحافظين في أكتوبر عام 2006 كانت زعيمة التنين في النسخة السياسية من البرنامج التلفزيوني عرين التنانين، حيث تمت دعوة مرشحي القائمة إيه لتقديم اقتراح سياسة، والذي مزقه بعد ذلك فريقها المكون من راشيل إلنو وأوليفر ليتوين ومايكل براون.
في مقابلة مع صحيفة مترو في سبتمبر عام 2006، ذكرت أنه إذا كانت مدة البرلمان بطول طبيعي، فمن المرجح أنها ستتقاعد في الانتخابات العامة التالية. وأكدت عزمها على التنازل عن مذكرات بندينيس لصحيفة ذا أوبزرفر في سبتمبر عام 2007، ومرة أخرى في أكتوبر عام 2007 بعد أن ألغى رئيس الوزراء جوردون براون التكهنات بإجراء انتخابات عامة في خريف العام 2007.
في نوفمبر عام 2006 انتقلت إلى منزل أحد أعضاء مجلس العمل في إيسلينغتون لتجربة الحياة في مبنى المجلس، وكان ردها على تجربتها «منذ خمس سنوات ألقيت خطابًا في مجلس العموم حول الأخلاقيات المنسية. لقد أمضيت الأسبوع الماضي في مباني منطقة إيسلينغتون لأكتشف أنها ما زالت منسية».
كانت ويديكومب أحد أعضاء البرلمان البالغ عددهم 98 الذين صوتوا للحفاظ على سرية تفاصيل نفقاتهم. وعندما جرى تسريب مطالبات النفقات، وصفت صحيفة ديلي تلغراف ويديكومب بأنها أحد «القديسين» من بين جميع أعضاء البرلمان.
في مايو عام 2009 بعد استقالة مايكل مارتن من منصب رئيس مجلس العموم، أفيد أن ويديكومب كانت تجمع الدعم للانتخاب كرئيسة مؤقتة حتى الانتخابات العامة التالية. وفي 11 يونيو عام 2009 أكدت محاولتها أن تكون رئيسة مجلس النواب. وقد وصلت إلى الجولة الثانية لكنها جاءت في المركز الأخير وجرى إقصاؤها.
تقاعدت ويديكومب من السياسة في الانتخابات العامة عام 2010. وترددت شائعات بأنها ستكون مرشحًة عن المحافظين لمفوضية الشرطة والجريمة في عام 2012 لكنها رفضت. وقد تحدثت منذ ذلك الحين عن معارضتها للحكومة الائتلافية وعن دهشتها لعدم منحها لقبًا نبيلًا من قبل ديفيد كاميرون.
في عام 2016 دعمت خروج بريطانيا من الاتحاد الأوروبي خلال استفتاء عام 2016 في الاتحاد الأوروبي، وبعد استقالة ديفيد كاميرون أيدت أندريا ليدزوم في ترشيحها للانتخابات لقيادة حزب المحافظين الحاكم.